# 극장판 가면라이더 W FOREVER: A to Z/운명의 가이아 메모리
"가면라이더 W FOREVER A to Z/운명의 가이아 메모리"(일본어: 仮面ライダーW FOREVER AtoZ/運命のガイアメモリ 카멘라이다 다부루 포에바 에이 투 지 운메이노 가이아 메모리[*])는 2010년 8월 7일에 일본에서 개봉한 가면라이더 W의 극장판 영화이다. "천장전대 고세이저 에픽 ON THE MOVIE"와 동시 상영되었으며 캐치카피는 "W이여 영원히 - 후토의 존망을 걸고 싸워라!"(일본어: Wよ永遠に―風都の存亡を賭けて、戦え! 다부루요 에이엔니-후토노 손보오 카케테, 타타카에![*])이다. 2000년대 가면라이더 시리즈 극장판으로서는 15번째로, 2D판과 3D판이 동시 공개되었다. 2009년에는 극장판 가면라이더 디케이드 올라이더 대 대쇼커와 동시 개봉한 사무라이전대 신켄저 은막판 천하 양분의 싸움만 3D판이 공개되었지만, 2010년부터는 수퍼 전대와 라이더 양쪽 모두 3D판이 공개된다.
토에이 공식 사이트의 설명에 따르면 극장판은 본편의 44화 ~45화 사이로, 본편 43화, 44화에서는 중요한 아이템인 T2 가이아 메모리가 등장하였으며, 45화에서는 극장판에서의 싸움으로 인해 훼손된 후토 타워의 수리 작업 모습이 등장한다. 이 밖에, 극장판 후반에 가면라이더 OOO가 선행 등장한다.

## 배경
후토 타워의 완공 30주년이 되는 해의 여름, A에서 Z까지의 26개의 차세대 가이아 메모리, "T2 가이아 메모리"를 수송하는 재단 X의 헬리콥터가 세계적으로 악명높은 용병 집단 "NEVER"의 습격으로 폭발하고, 후토 시 곳곳에 T2 메모리가 뿌려져, 시민들이 도판트로 변하는 사건이 발생한다. 쇼타로와 필립, 테루이 류는 사태를 수습하던 중 국제 특무 조사 기관으로부터 내려 온 마리아 S. 클란베리로부터 사건의 전말을 듣게 된다. 그리고 NEVER의 대장, "다이도 카츠미"가 T2 메모리를 강탈하여 변신한 가면라이더 이터널이 인솔하는 NEVER의 구성원들도 T2 메모리를 이용해 도판트로 변신, 후토 시를 침공하게 된다. 그들이 점거한 후토 타워에서, 더블과 NEVER의 대결이 시작된다.

## 등장 인물
- 히다리 쇼타로(일본어: 左 翔太郎 히다리 쇼타로우[*])  - 가면라이더 W, 가면라이더 조커

필립과 더불어 가면라이더 W의 주인공으로 나루미 탐정 사무소에서 탐정으로 일하고 있다. T2 메모리 조커를 이용해 가면라이더 조커로도 변신한다.
- 필립(일본어: フィリップ 피릿푸[*]) 또는 소노자키 라이토(일본어: 園咲 来人)  - 가면라이더 W

가면라이더 W의 또 다른 주인공이다. 지구의 모든 기억을 열람할 수 있는 "지구의 책장"이라는 능력을 가진 소년이다. TV판에서 악의 조직 "뮤지엄"을 이끄는 일가 소노자키 가문의 막내였으나, 과거의 기억을 잃어버린 것으로 밝혀진다.
- 나루미 아키코(일본어: 鳴海 亜樹子)

가면라이더 W의 히로인으로, 나루미 탐정 사무소의 소장이다.
- 테루이 류(일본어: 照井 竜)  - 가면라이더 액셀

후토 시 경찰서의 초상범죄수사과에서 일하고 있는 엘리트 경시(警視)이다. 쇼타로와 필립의 동료이다.
- 히노 에이지(일본어: 火野 映司)  - 가면라이더 OOO

작품 후반부에서, 메달을 모으기 위해 나타나, 루나 도펀트와 대결한다.

### NEVER
NEVER(일본어: NEVER(ネバー) 네바[*])는 다이도 카츠미가 이끄는 세계적으로 악명 높은 용병 집단이다. 명칭은 네크로 오버(Necro Over, 죽음을 넘는 것)의 약칭으로, 조직원들은 한번 죽었다가 특수한 방법에 의해서 소생한 사람들로 구성되어 있는데, 저마다 월등한 신체 능력을 지니고 있다. . 원래 이들은 재단 X의 새로운 투자 '상품'으로서 연구된 인간 병기였으나, 경쟁하고 있던 가이아 메모리에 밀려 축출되면서, 최초의 네크로 오버 다이도와 그의 어머니가 담당 요원을 죽이고 탈주하여, 26개의 T2 메모리를 이용해 수많은 사람들을 네크로 오버로 바꾸는 광선 병기 엑스 빅커의 완성을 위해 후토 시의 후토 타워를 점거했다. 조직원들은 더블이 가지고 있던 T2 메모리를 활용하여 도판트로 변신하나, 가면라이더의 맥시멈 드라이브 같은 치명적인 피해를 입으면 소멸하게 된다.
- 다이도 카츠미(일본어: 大道 克己)  - 가면라이더 이터널

NEVER의 대장으로, 나이프를 능숙하게 다룬다. 재단 X로부터 T2 메모리 이터널을 강탈하여, 메모리의 힘으로 가면라이더 이터널으로 변신, 도펀트 군단을 이끌고 후토를 침공한다. 후토 타워를 점령해 후토 시의 주민들을 "새장의 거주자"라고 부르며, 후토 시의 '해방'을 선언한다. 과거에는 상냥한 마음을 가지고 있었으나, 17세 무렵 교통 사고로 사망, 과학자였던 어머니에 의해 소생하였는데, 그 때문에 성격이 지금과 같이 사뭇 달라지게 되었다. 주요 대사는 "자, 지옥을 즐겨봐라"(일본어: さあ、地獄を楽しんでみろ。 사아, 지고쿠오 타노신데미로[*])이다.
- 이즈미 쿄스이 (일본어: 泉 京水 이즈미 쿄우스이[*])  - 루나 도판트
- 하네하라 레이카 (일본어: 羽原レイカ)  - 히트 도판트
- 아시하라 켄 (일본어: 芦原 賢)  - 트리거 도판트
- 도모토 고조 (일본어: 堂本 剛三 도우모토 고우조우[*])  - 메탈 도판트
- X 빅커

멀티 맥시멈 드라이브 시스템으로 26개의 T2 가이아 메모리를 동시에 드라이브 하여 발생시키는 거대한 가이아 웨이브를 이터널 웨이브로 전환하여 순간에 인간을 네크로 오버로 변화시키는 NEVER의 거대 광선 병기이다. 후토의 심볼인 후토 타워를 개조하여 일체화한 것. 지구의 책장을 가진 필립과 T2 메모리는 이 장치를 기동시키는 중요한 열쇠이며 그 때문에 NEVER는 메모리 수집과 필립의 납치를 목적으로 하고 있었다.

## 주제가·삽입곡
주제가
『W』 / 노래 - 다이도 카츠미(마츠오카 미츠루)
삽입곡
『W-B-X ~ W Boiled Extreme』 / 노래 - 카미키 아야

## T2 가이아 메모리
재단 X가 슈라우드(=소노자키 후미네)가 개발한 가이아 메모리의 테크놀로지를 분석, 응용하여 완성시킨 차세대형의 가이아 메모리로, 정식명칭은 타입2 가이아 메모리. 인체에 박는 슬롯없이 인체에 삽입이 가능하고, 맥시멈 드라이브같은 강력한 공격을 받아도 메모리가 체외에 배출만 된채 메모리 브레이크(메모리 파괴)가 되지 않는다. 외관은 가면라이더가 사용하는 순정형 메모리와 아주 비슷하지만, 메모리의 단자 부분인 가이아 터미널의 색은 파란색이라는 차이가 있다. 순정형 메모리와 아주 비슷한 만큼 로스트 드라이버같은 가면라이더로 변신할 때 쓰는 드라이버에 삽입하는 것도 가능하다. 매우 고성능의 메모리이지만 손에 넣은 사람의 생각에 관계없이 자동으로 인체에 삽입되는 일도 있다.
어느 루트를 통해 쇼타로들이 미사용된 메모리를 회수하고 있는 것으로 보아 메모리를 손에 넣은 인간이 모두 자동적으로 변신하는 것은 아닌 모양이다. 작중에서는 A부터 Z까지의 26종의 메모리가 등장해 운명의 가이아 메모리라는 부제처럼 운명적으로 메모리와 만난 사람들과 그 메모리가 작중의 중요한 열쇠를 쥐고 있다. 덧붙여 26개의 메모리 중에선 TV판이나 극장판 비긴즈 나이트에서부터 등장하거나 가면라이더가 사용하는 순정형 메모리와 같은 형태의 메모리도 존재한다. 재단 X의 헬기로 후토로부터 재단 본부에 수송하고 있었지만 NEVER의 습격에 의해 T2 메모리 "이터널(E)"이 강탈되고 나머지 25개는 헬기의 자폭에 의해서 후토의 도심에 퍼져버렸다.

### T2 가이아 메모리 목록
- TV판 및 극장판 1작 비긴즈 나이트에서 등장한 적이 있는 도판트는 비고에 "●"
- 본작에서 등장한 도판트는 비고에 "○"
- 메모리만 등장한 것은 비고에 "△"
- "기억"은 메모리에 담긴 지구의 기억에 대해 적혀있다.
- "라이더"는 가면라이더가 소지하고 있는 T2 이전의 가이아 메모리와 같은 성능을 가진 T2 가이아 메모리의 경우만 소지한 라이더를 기술.

| 이름      | 기억          | 도판트                 | 능력 | 라이더 | 비고                                                 |
| --------- | ------------- | ---------------------- | --- | ------ | ---------------------------------------------------- |
| Accel     | 가속          | 액셀 도판트            | 가속 능력을 주어 고속이동을 가능하게 한다.                                                                                              | 액셀   |                                                      |
| Bird      | 새            | T2 버드 도판트         | 비행 능력을 준다. |        | ●                                                    |
| Cyclone   | 질풍          | 사이클론 도판트        | 바람에 대한 능력을 다룰 수있게 해준다.                                                                                                  | W      | ○                                                    |
| Dummy     | 위장          | T2 더미 도판트         | 생물이나 물건으로 의태하는 능력을 준다.                                                                                                 |        | ● (극장판 「비긴즈 나이트」)                         |
| Eternal   | 영원          | 가면라이더 이터널      | T2 메모리 중에서 가장 높은 능력을 가졌으며 맥시멈 드라이브 「이터널 레퀴엠」을 발동하면 T2 이전의 가이아 메모리의 능력을 무력화 시킨다. |        |                                                      |
| Fang      | 송곳니        | 팡 도판트              | 투쟁 본능을 증폭시켜 전신에 예리한 칼날이 생긴다.                                                                                       | W      | 오리지널 팡 메모리와는 다르게 USB 형태로 등장.       |
| Gene      | 유전자        | T2 진 도판트           | 유전자 조작 능력을 준다. |        | ●                                                    |
| Heat      | 열            | 히트 도판트            | 고열이나 불을 자재로 조종하는 능력을 준다.                                                                                              | W      | ○                                                    |
| Iceage    | 빙하시대      | T2 아이스에이지 도판트 | 빙결에 대한 능력을 준다. |        | ●○                                                   |
| Joker     | 비장의 카드   | 가면라이더 조커        | 신체 능력을 한계까지 이끌어낸다. | W      |                                                      |
| Key       | 열쇠          | 키 도판트              | 목표의 대상물을 찾아내는 능력을 준다.                                                                                                   |        | △                                                    |
| Luna      | 환상          | 루나 도판트            | 신체에 환상의 능력을 부과. | W      | ○                                                    |
| Metal     | 강철          | 메탈 도판트            | 육체를 강철과도 같은 강도로 변화. | W      | ○                                                    |
| Nasca     | 나스카 지상화 | T2 나스카 도판트       | 나스카 문명의 모양을 모티브로 함. 초고속 전투를 가능하게 한다.                                                                          |        | ●○                                                   |
| Ocean     | 바다          | 오션 도판트            | 몸을 액체화 시키는 능력을 준다. |        | ●                                                    |
| Puppeteer | 인형사        | T2 퍼피티어 도판트     | 상대방을 인형처럼 자신의 뜻대로 조종하는 능력을 준다.                                                                                   |        | ●                                                    |
| Queen     | 여왕          | 퀸 도판트              | 배리어를 발생시켜 적의 공격을 막는다.                                                                                                   |        | △                                                    |
| Rocket    | 로켓          | 로켓 도판트            | 공격 대상에게 미사일을 발사한다. |        | △                                                    |
| Skull     | 해골          | 스컬 도판트            | 신체 능력을 극한까지 높인다. | 스컬   | ● (극장판 「비긴즈 나이트」)                         |
| Trigger   | 저격수        | 트리거 도판트          | 총격 능력을 주어 사격 능력을 향상시킨다.                                                                                                | W      | ○                                                    |
| Unicorn   | 유니콘        | 유니콘 도판트          | 맥시멈 드라이브의 발동으로 나선형 펀치를 사용.                                                                                          |        | △                                                    |
| Violence  | 폭력          | T2 바이올렌스 도판트   | 육체의 파워를 강화하여 특히 완력을 제일 강화시킨다.                                                                                     |        | ●○                                                   |
| Weather   | 날씨          | T2 웨더 도판트         | 비,회오리,번개,눈 등 모든 기상능력을 자유자재로 다룰 수 있게 해준다.                                                                    |        | ●○                                                   |
| Xtreme    | 극한          | 엑스트림 도펀트        | 다른 메모리의 능력을 수중에 넣어 그 메모리의 힘을 극한까지 꺼낸다.                                                                      | W      | 오리지널 엑스트림 메모리와는 다르게 USB 형태로 등장. |
| Yesterday | 어제          | T2 예스터데이 도판트   | 상대방의 기억을 조작하여 어제와 같은 행동을 반복하게 한다.                                                                              |        | ●                                                    |
| Zone      | 공간          | T2 존 도판트           | 임의의 대상물을 자유롭게 다른 장소에 전송한다. 맥시멈 드라이브의 발동에 의해 모든 T2 메모리를 집결시킨다.                               |        | ●                                                    |